# Коморгузинское сельское поселение
Коморгузинское се́льское поселе́ние — муниципальное образование в Атнинском районе Татарстана Российской Федерации.
Административный центр — село Коморгузя.

## История
Статус и границы сельского поселения установлены Законом Республики Татарстан от 31 января 2005 года № 15-ЗРТ «Об установлении границ территорий и статусе муниципального образования "Атнинский муниципальный район" и муниципальных образований в его составе».

## Население
| 2010 | 2011 | 2012 | 2013 | 2014 | 2015 | 2016 |
| ---- | ---- | ---- | ---- | ---- | ---- | ---- |
| 514  | ↘513 | ↘507 | ↘506 | ↘504 | ↘488 | ↗490 |
| 2017 | 2018 |      |      |      |      |      |
| ↘483 | ↘482 |      |      |      |      |      |

## Состав сельского поселения
| № | Населённый пункт | Тип населённого пункта       | Население |
| - | ---------------- | ---------------------------- | --------- |
| 1 | Епанчино         | село                         |           |
| 2 | Коморгузя        | село, административный центр |           |
| 3 | Марьян           | деревня                      |           |
| 4 | Турукляр         | деревня                      |           |